# Schrofenpaß
Schrofenpaß är ett bergspass i Österrike, på gränsen till Tyskland. Det ligger i den västra delen av landet, 500 km väster om huvudstaden Wien. Schrofenpaß ligger 1 581 meter över havet.
Terrängen runt Schrofenpaß är bergig åt nordost, men åt sydväst är den kuperad. Runt Schrofenpaß är det ganska glesbefolkat, med 26 invånare per kvadratkilometer.. Närmaste större samhälle är Mittelberg, 7,2 km nordväst om Schrofenpaß. 
Trakten runt Schrofenpaß består i huvudsak av gräsmarker.